# Romain Imadouchène
Romain Imadouchène, né le 5 septembre 1995 à Saint-Pol-sur-Mer, est un haltérophile français.

## Biographie
Romain Imadouchène est membre du Club athlétique Rosendaël à Dunkerque.
En juin 2022, Romain Imadouchène décroche la médaille de bronze au total et la médaille d'or à l'épaulé-jeté lors des championnats d'Europe à Tirana dans la catégorie des moins de 96 kg.
En décembre 2022, il devient champion du monde de l'épaulé-jeté lors des championnats du monde à Bogota en soulevant 213 kg. Il est quatrième du total olympique avec un total de 378 kg, ce qui constitue un record de France.

## Palmarès
- Championnats du monde :
  - Championnats du monde 2022 à Bogota,  Colombie : 
    -  Médaille d'or de l'épaulé-jeté en moins de 96 kg.

  - Championnats du monde 2017  à Anaheim,  États-Unis : 
    -  Médaille de bronze de l'épaulé-jeté en moins de 85 kg.

- Championnats d'Europe :
  - Championnats d'Europe 2022 à Tirana  Albanie:
    -  Médaille d'or de l'épaulé-jeté en moins de 96 kg.
    -  Médaille de bronze au total olympique en moins de 96 kg.